# Esquelet d'Atacama
L'esquelet d'Atacama, anomenat Ata, són les restes momificades d'una criatura humanoide d'aproximadament 15 centímetres trobada al desert d'Atacama, Xile, en un data propera a agost de 2003, que es va donar a conèixer en els mitjans de comunicació el 19 d'octubre del mateix any. Durant una dècada es van considerar les possibilitats que es tractés d'un fetus avortat, un simi o un extraterrestre. No obstant, científics de la Universitat Stanford van afirmar que podria tractar-se d'un humà mutant. Les proves i els resultats es van donar a conèixer el 22 d'abril de 2013 al documental Sirius dedicat a la criatura.
Els experts afirmen que no es tracta d'un fetus, sinó probablement d'una mutació humana que va aconseguir a viure entre sis i vuit anys, i que estava capacitat per respirar, menjar i metabolitzar.

## Característiques
El cos tenia una llargada de no més de 15 centímetres, i posseïa un crani ovalat més gran del normal en proporció a la resta del seu cos, amb una protuberància sobre aquest. Tenia les dents dures i afilades; el seu cos era escamós i fosc, i posseïa 10 costelles, al contrari de les 12 dels altres éssers humans.

## Descobriment

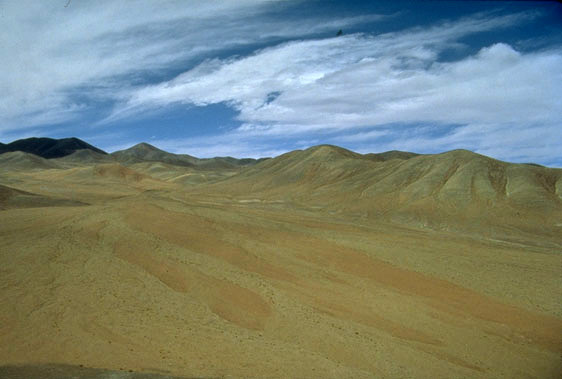
El Desert d'Atacama, on va ser descobert, és el lloc més sec del món, i la seva elevada salinitat permet momificar naturalment els cadàvers.

El cos va ser descobert per Oscar Muñoz aproximadament a l'agost de 2003, mentre buscava objectes de valor en una església abandonada a la localitat de La Noria, un poble abandonat a 56 quilòmetres d'Iquique. L'ésser estava embolicat en una tela blanca lligat amb una cinta violeta.
El primer a fotografiar l'esquelet va ser Alejandro Dávalos, un altre recol·lector de les pampes com Muñoz, el qual li va mostrar la criatura. Dávalos va enviar gratuïtament les seves fotografies als representants d'Aion, una organització dedicada a l'estudi de la ufologia. Pocs dies després del descobriment, Muñoz va tornar a Iquique i va vendre l'esquelet per només 30 mil pesos xilens -uns 60 euros- a un conegut empresari d'Iquique, un dels seus clients a qui solia vendre els seus objectes trobats. Segons Mario Pizarro, representant d'Aion a la zona nord, el cos podia vendre per 80 milions de pesos xilens, aproximadament 160 mil euros. El nou propietari de l'esquelet va cobrar 500 mil i 750 mil pesos xilens per permetre fer-li una o dues fotografies respectivament.
Al cap de poc temps de conèixer-se el cas, el canal de televisió xilè Chilevisión va realitzar un reportatge complet sobre Ata, i van arribar a la zona diversos ufòlegs i aficionats als fenòmens paranormals. Entre els primers va ser-hi Rodrigo Fuenzalida, líder d'Aion que treballava per a Canal 13, qui va desmentir que la criatura pogués tractar-se d'un extraterrestre. El biòleg Walter Seinfeld, cap de la carrera de Biologia Marina de la Universitat Arturo Prat després de veure imatges de l'humanoide, va afirmar que es tractava sens dubte d'un mamífer, i gairebé amb tota seguretat d'un humà avortat.

## Proves concloents
L'equip de científics de Stanford a càrrec de determinar la naturalesa de l'humanoide va estar dirigit per Steven Greer. L'anàlisi va consistir a extreure ADN d'una dissecció al final de les dues costelles anteriors de l'humanoide, cosa que els va permetre extreure material de la seva medul·la òssia. Es va descobrir que compartia un 96% de material genètic humà. Aquestes proves les van obtenir a Barcelona, on es van traslladar després de sis mesos d'estudis sense resultats concloents.
Segons ha dit Gary Nolan, director de biologia de cèl·lules mare a l'Escola de Medicina de la Universitat Stanford, "és una criatura més propera als humans que els ximpanzés". Va viure fins a una edat de 6 a 8 anys i respirava, menjava i metabolitzava. Actualment es posa en dubte quina mida podria haver tingut quan va néixer.